# La storia di Mina
(David Almond, La storia di Mina)
La storia di Mina (My Name Is Mina) è un romanzo di David Almond, edito per la prima volta in lingua originale nel 2010, nel 2011 in italiano.
Il testo è costruito come se fosse il diario personale di Mina (uno dei personaggi principali del romanzo Skellig), in cui la protagonista racconta in prima persona i suoi pensieri e le sue giornate. 
Dal punto di vista temporale il diario narra episodi della vita di Mina antecedenti alle vicende raccontate in Skellig.

## Edizioni
- David Almond, La storia di Mina, I ed., Salani, 2011,  p. 300, ISBN 978-88-6256-311-6.